# Estudios sencillos
Estudios sencillos (Études simples en espagnol) est un ensemble de trente-trois morceaux pour guitare écrits par le compositeur cubain Leo Brouwer, composées depuis la fin des années 1950 et publiées à partir du début des années 1970.
Le titre évoque la forme musicale de l'étude, en particulier les Études de Chopin pour piano et les Douze études pour guitare d'Heitor Villa-Lobos.

## Histoire
Les vingt premières études sont composées dans les années 1960, inspirées par une élève particulièrement douée, Sharon Pryor, à qui Leo Brouwer enseignait lorsqu'il vivait à New York à la fin des années 1950. Elles sont écrites dans un objectif d'exercer la pratique de la guitare, et non dans la visée d'être jouées en public. Elles sont publiées en 1972 chez Max Eschig.
Vingt-huit ans plus tard, en 2020, il publie chez Chester Music dix nouvelles études simples, cette fois sous forme d'hommage à des compositeurs mondialement reconnus comme Claude Debussy, Serge Prokofiev ou Igor Stravinsky, ou surtout connus dans le monde hispanique comme Agustín Barrios Mangoré, Fernando Sor ou Astor Piazzolla. Elles sont cette fois destinées à l'interprétation en récital.
Trois études paraissent en 2020, à la mémoire de trois penseurs français : Claude Lévi-Strauss, Jean-Paul Sartre et Jacques Derrida. Elles ont pour dédicataire le guitariste Thibault Cauvin qui avait joué les précédentes études lors du confinement.

## Études simples
1. Estudios Sencillos I : Movido
2. Estudios Sencillos II : Coral, Lento
3. Estudios Sencillos III : Rapido
4. Estudios Sencillos IV : Comodo (Allegretto)
5. Estudios Sencillos V : Allegretto (Montune)
6. Estudios Sencillos VI
7. Estudios Sencillos VII : Lo más rápido posible
8. Estudios Sencillos VIII
9. Estudios Sencillos IX
10. Estudios Sencillos X
11. Estudios Sencillos XI : Allegretto
12. Estudios Sencillos XII : Tranquillo - Moderato
13. Estudios Sencillos XIII : Movido
14. Estudios Sencillos XIV : Allegro
15. Estudios Sencillos XV : Sarabande
16. Estudios Sencillos XVI : Grave
17. Estudios Sencillos XVII : Moderato
18. Estudios Sencillos XVIII : Moderato quasi Lento
19. Estudios Sencillos XIX : Movido (Allegretto)
20. Estudios Sencillos XX : Introduction, Movido
21. Nuevos Estudios Sencillos I : Omaggio a Debussy, Tempo di Giga (Comodo)
22. Nuevos Estudios Sencillos II : Omaggio a Mangore, Vivace
23. Nuevos Estudios Sencillos III : Omaggio a Caturla, Moderato Assai
24. Nuevos Estudios Sencillos IV : Omaggio a Prokofiev, Vivace
25. Nuevos Estudios Sencillos V : Omaggio A Tárrega, Comodo
26. Nuevos Estudios Sencillos VI : Omaggio A Sor, Tempo Libero
27. Nuevos Estudios Sencillos VII : Omaggio A Piazzolla, Allegro
28. Nuevos Estudios Sencillos VIII : Omaggio A Villa-Lobos, Tranquilo
29. Nuevos Estudios Sencillos IX : Omaggio A Szymanowski, Lento Assai
30. Nuevos Estudios Sencillos X : Omaggio A Stravinsky, Toccata
31. Nouvelle Etude I : La Ruta De Las Máscaras (In Memoriam Claude Lévi-Strauss)
32. Nouvelle Etude II : El Ser Y La Nada (in memoriam Jean-Paul Sartre)
33. Nouvelle Etude III : El Diálogo Eterno (in memoriam Jacques Derrida)

## Discographie
- Olivier Bensa, Interprète Leo Brouwer : Estudios Sencillos Nº 11, 16, 18 (1983) et Estudios Sencillos Nº 1, 2, 4, 7, 9, 10 (1960), Le Chant du monde, 1984
- Philippe Lemaigre, Leo Brouwer – Oeuvres Pour Guitare : Estudis sencillos et Nuevos estudios sencillos, Ricercar, 1984
- Ricardo Cobo, Guitar Music Vol. 1 (Estudios Sencillos · Tres Apuntes · Canción De Cuna), Naxos, 1997
- Graham Anthony Devine, Guitar Music • 4: La Ciudad De Las Columnas • Nuevos Estudios Sencillos • Suite No. 1, Naxos, 2007
- Emanuele Buono, Leo Brouwer – Estudios Sencillos, Nuevo Estudios Sencillos, Preludios Epigramáticos, Brilliant Classics, 2013
- Joaquín Clerch, Etudes . Villalobos . Brouwer, IBS, 2014
- Thibault Cauvin, Plays Leo Brouwer – 33 Estudios Sencillos, Sony, 2020